# Lustige Fibeln (Buchreihe)
Die Lustigen Fibeln waren eine Buchreihe im Verlag der Deutsche Landwerbung GmbH, Berlin. Die Bücher im Schulheftformat DIN A5 wurden jeweils mit thematisch betreffenden Fachverbänden erstellt. Mehrere Titel wurden als Reprint inzwischen neu veröffentlicht.
Es erschienen:
- Die Kartoffelkäferfibel, 1935, hrsg. vom Kartoffelkäfer-Abwehrdienst des Reichsnährstandes.[2][3]
- Die lustige Fibel vom Ackerfutterbau, hrsg. vom Reichsnährstand Berlin.
- Die lustige Hanffibel, 1939, hrsg. vom Reichsnährstand Berlin.[4][5]
- Die lustige Bienenfibel, 1939, hrsg. vom Reichsverband Deutscher Kleintierzüchter, Reichsfachgruppe Imker.[6]
- Die lustige Ziegenfibel, 1939, hrsg. vom Reichsverband Deutscher Kleintierzüchter e.V., Reichsfachgruppe Ziegenzüchter e.V. mit Unterstützung des Reichsministeriums für Ernährung und Landwirtschaft.
- Die lustige Hühnerfibel.
- Die lustige Kaninchenfibel.
- Die lustige Milchfibel.[7]
- Die lustige Bodenfibel, 1941.[8]
- Die lustige Landmaschinen-Fibel, 1940.
- Die 4 W`s. Eine lustige Hausarbeits-Fibel (Wege, Wasser, Wärme, Wäsche), 1940, hrsg. vom Reichsnährstand Berlin.
- Die lustige Gemüsefibel, 1943.[9]
- Richtig füttern. Eine lustige Fibel. Hrsg. vom Reichsnährstand, 1940.